# مقهى جوندري
49 ° 14 ′ 33 ″ N ، 0 ° 16 ′ 30 ″ W

## مقهى جوندري
مقهى (Gondrée) هو مقهى يقع في بينوفيل ، بجوار جسر بيغاسوس .
غالبًا ما يتم تقديم مقهى Gondrée ، الذي يقع على بعد 20  مترًا من جسر Pegasus وحيث كان Thérèse و Georges Gondrée ، كأول منزل في فرنسا الرئيسية يتم تحريره ، خلال عمليات إنزال النورماندي في 6 يونيو 1944. ومع ذلك ، نشر المؤرخ نوربرت هوغيدي ، في عمله المكرس لعملية Deadstick ، أن المنزل المقابل وينتمي إلى لويس بيكو هو الذي تم فحصه أولاً أثناء القتال. لم يكن منزل جوندريه يفتح أبوابه أمام جنود الحلفاء حتى الساعات الأولى من يوم النصر.
تبقى الحقيقة أن الزوجين جوندريا ، من مقاتلي المقاومة ، أبلغا اجنود الإنجليز لعدة أشهر قبل الهبوط ، ولا سيما فيما يتعلق بالجهاز الألماني المحيط بالجسر. بعد الحرب ، اعتاد المظليون البريطانيون القدوم والاحتفال بذكرى هذا اليوم التاريخي في هذا المقهى. واحدة من بنات الزوجين ، أرليت غوندري ، تولى لاحقًا إدارة المقهى ، أعيدت تسميته مقهى غوندري بيغاسوس بريدج. كل 5 يونيو ، الساعة 11:16 مساءً ، تقدم الشمبانيا إلى المحاربين القدامى. الجدران مغطاة بصور لرؤوس العملية والخوذ القديمة والشارات والأعلام . ومع ذلك ، فهي في صراع مع شقيقتها ، فرانسواز غوندري ، التي تعتبر نفسها أيضًا راعية هذه الذكرى.
تم تسجيله كنصب تاريخي بموجب مرسوم 5 يونيو 1987 ، المعدل في 16 ديسمبر 1993